# Prostitucija
Prostitucija (od lat. prostituere, koja znači "javno izlagati") je prodavanje seksualnih usluga za novac ili neku drugu uslugu. 
U današnjem svijetu, vrlo veliki broj muškaraca, žene i djece korištenih u prostituciji su u ropskom položaju.

## Uvod
Prostitucija se danas odvija u raznim oblicima. Postoje bordeli (u slučaju Hrvatske, gdje je prostitucija zabranjena, usluge se objavljuju u oglasima i održavaju tajno u stanovima), ulična prostitucija, usluge escorta, »seksualni turizam« i ine.
Osoba koja prodaje seksualne usluge zove se prostitutka. Ovim poslom uglavnom se bave žene čijim se uslugama najčešće služe muškarci. Prostitucijom se bave i muškarci, čije usluge iz istih razloga koriste žene ili muškarci. Uz ženske prostitutke često idu i „zaštitnici“ (makroi ili svodnici) koji od njih često uzimaju udio zarade, a katkad se u koriste i nasiljem i ucjenama. Kontakt s prostitucijom smatra se društveno neprihvatljivim i brojne javne ličnosti su zbog toga upale u skandal.

## Povijest
Najstarija javna kuća kod koje su sačuvani podaci bila je u gradu Uruku u Sumeru. Iz doba Nebukadnezera II. (od 605. do 562. g. pr. Kr.) nađeni su ugovori iz kojih proizlazi da su bogati građani u Babilonu iz prostitucije svojih robinja vukli znatne zarade. Geograf Strabon, koji je živio u doba cara Augusta, tvrdi da je u tadašnjem Afroditinom hramu bilo više od 10 000 prostitutki.[nedostaje izvor] Većina izvaneuropskih zemalja zabranila je prostituciju nakon Drugoga svjetskog rata, ali se ona održala na ilegalan način.
Kod plemena Ulad Nail zabilježeno je da djevojke za udaju zarađuju prostitucijom.

### Korijeni
U svojim nastojanjima da suzbiju prostituciju, vlasti raznih zemalja podijelili su se oko pogleda na korijene i uzroke prostitucije. Za neke je temeljni krivac potražnja (pr. Donna M. Hughes), a za druge ponuda (pr. John de Laufenbels). 
Za one koje analiziraju potražnju važni su razni parametri, poput primjerice neravnomjernosti broja žena i muškaraca (primjerice, u Kini ima desetke milijuna više muškaraca nego žena, što je plodno tlo za prostituciju). No, postoje i mišljenja da je ponuda glavni uzrok prostitucije, koju uzrokuju siromaštvo i bijeda.

## Prostitucija u brojkama
Prema američkom članku Estimating the prevalence and career longevity of prostitute women iz 1990. broj prostitutki u tipičnom okruženju u SAD-u (Colorado Springs, CO, 1970. – 1988.) je procijenjen na 23 na 100 000 stanovnika, od kojih je 4 % bilo mlađe od 18 godina. Prosječna karijera tih prostituki je prema procjenama trajala 5 godina te je u jednoj godini imala 868 muških partnera.[nedostaje izvor]
Procjenjuje se da je približno 2,5 milijuna žena (najviše), muškaraca i djece žrtvom međunarodne trgovine robljem, što čini oko 4/5 ukupne međunarodne trgovine robljem: odredište su često europske i druge razvijene zemlje. Procjenjuje se da je, zapravo, većina suvremenih prostitutki u ropskom položaju. Makar zagovornici legalizacije prostitucije - za što se primjerice zalažu feministice u Njemačkoj i Nizozemskoj (u kojim je zemljama prostitucija legalna), dok su feministice u Švedskoj (gdje je prostitucija ilegalna) vrlo glasno protiv legalizacije prostitucije - tvrde da se legalizacijom prostitucije poboljšava položaj žena uključenih u tu aktivnost, relevantne statistike ukazuju da u zemljama sa strožim zakonima protiv prostitucije ima zapravo manje trgovine seksualnim robljem.
Studija iz 1994. (Gagnon, Laumann i Kolata) je zaključila da se 16 % muškaraca u dobi između 18 i 59 godina u SAD-u barem jednom u životu poslužilo uslugama prostitutki.[nedostaje izvor]
Procjenjuje se da u Indiji radi gotovo 8 milijuna prostitutki.[nedostaje izvor]
U Hrvatskoj je prema grubim procjenama 2007. bilo oko 3500 prostitutki.

## Oblici prostitucije

### Ulična prostitucija
U uličnoj prostituciji prostitutke prikupljaju mušterije po ulici, cestama i sl. Često rade posredstvom svodnika te nose izazovnu i oskudnu odjeću (često i po lošim vremenskim uvjetima). Seksualne usluge najčešće pružaju u automobilu mušterije, obližnjoj uličici ili unajmljenoj motelskoj ili hotelskoj sobi.
U engleskom govornom području definiran je podoblik ulične prostitucije koji se zove lot lizard (doslovno prevedeno: reptil s parkirališta). To je tip prostitucije koji se odvija na odmaralištima i drugim mjestima na kojima se okupljaju kamiondžije. Prostitutke se često oglašavaju putem kratkih radijskih frenkvencija od 27 MHz za koje ne trebaju biti izdane nikakve posebne dozvole kako bi se emitiralo.[nedostaje izvor]

### Bordeli
Bordel je naziv za ugostiteljski objekt čija je glavna djelatnost prostitucija, bilo kroz omogućavanje upoznavanja prostitutki sa svojim klijentima, bilo kroz pružanje prostora za obavljanje seksualnih usluga. Osim u klasificiranim javnim kućama, prostitucija je također zabilježena u masažnim salonima ili saunama koji ilegalno pružaju seksualne usluge. Ovakvi prostori često se oglašavaju u lokalnim oglasnicima ili plakatima te nikad izravno ne otkrivaju nude li seksualne usluge ili ne (korisnik obično za to sazna na licu mjesta ili čuje za to prije dolaska od neke druge osobe). 

### Escort
Ove usluge često se mogu razlikovati od same prostitucije. Korisnik ovih usluga često plaća samo vrijeme i društvo, ali se u većini slučajeva podrazumijeva da ono uključuje nekakav oblik seksualne usluge. 
Obavljaju se u hotelskim i motelskim sobama ili u vlastitim kućama korisnika, odnosno pružatelja usluge. Pružatelj usluga može raditi samostalno ili posredstvom neke agencije koja uzima određeni dio provizije. Korištenje interneta za pronalazak ovakvih usluga sve je češća pojava, a prostitutke mogu koristiti internetske forume, društvene mreže ili mogu izraditi vlastite mrežne stranice kako bi oglašavale vlastite usluge.

### Seks turizam
Seks turizam podrazumijeva putovanje radi korištenja seksualnih usluga, odnosno radi spolnog odnosa s prostitutkama. Svjetska turistička organizacija definira seks turizam kao putovanje organizirano unutar turističkog sektora ili izvan njega putem korištenja njegovih struktura s primarnom svrhom korištenja komercijalnih seksualnih odnosa.[nedostaje izvor]

### Virtualni seks
Virtualni seks podrazumijeva seksualne aktivnosti putem računalnih kamera ili tekstnih poruka, odnosno mikrofona. Internetske prostitutke putem kartičnog transfera novca naplaćuju seksualne usluge po tarifama od nekoliko minuta do nekoliko sati usluga. Platforme koje se često koriste za ovakav tip prostitucije su razni internetski servisi putem kojih je omogućeno gledanje dva korisnika preko kamere, Skype, WhatsApp i sl. 

## Zdravstveni aspekti
Prostitucija je uvijek bila podložna prijenosu raznih spolno prenosivih bolesti, od sifilisa do gonoreje. Od prostitucije i izvanbračnih seksualnih odnosa stradavaju i supružnici koji bez vlastite krivice postaju žrtve spolnih bolesti, a najviše djeca, bilo zbog razvoda brakova, bilo zbog rođenja izvan braka. Liberalizam kao moralni relativizam, dekadencija i hedonizam relativiziraju štetnost ovih društvenih bolesti.